# تربلارساوية
التربلارساوية (الاسم العلمي: Triplarideae) هي قبيلة من النباتات تتبع فصيلة البطباطية من الرتبة القرنفليات.

## أجناس التربلارساوية
- التربلارس